# Désert de Black Rock
Pour les articles homonymes, voir Black Rock.
Le désert de Black Rock (en anglais : Black Rock Desert) est une région semi-aride (dans l'éco-région Great Basin shrub steppe (en), littéralement « Steppe arbustive du Grand Bassin ») dans la partie nord du Nevada du Grand Bassin des États-Unis.
Les précipitations annuelles moyennes (années 1971-2000) à Gerlach (extrême sud-ouest du semi-désert) sont de 200,7 mm.
Au XIXe siècle, la région était située sur le trajet des migrants en direction de la Californie. C'est un lieu propice au lancement de fusées et aux courses de bolides dans le cadre de records de vitesse terrestre.
Ce désert est également l'emplacement du festival Burning Man.

## Galerie

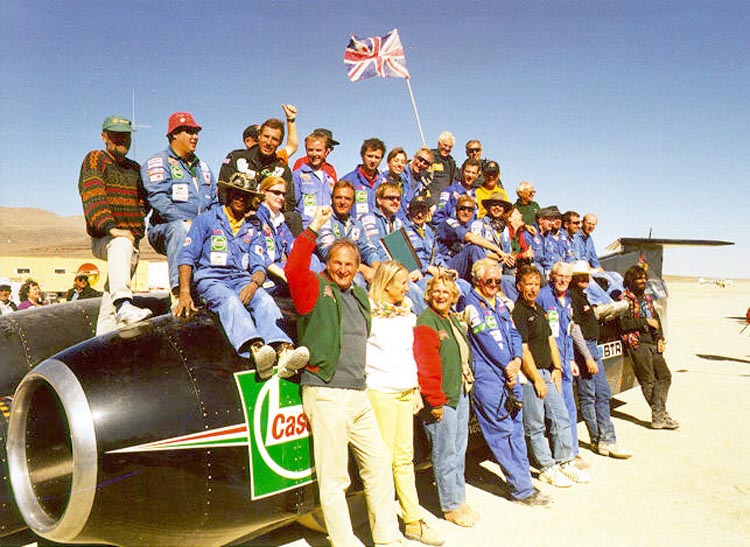
L'équipe Thrust SSC lors d'un record en 1997.
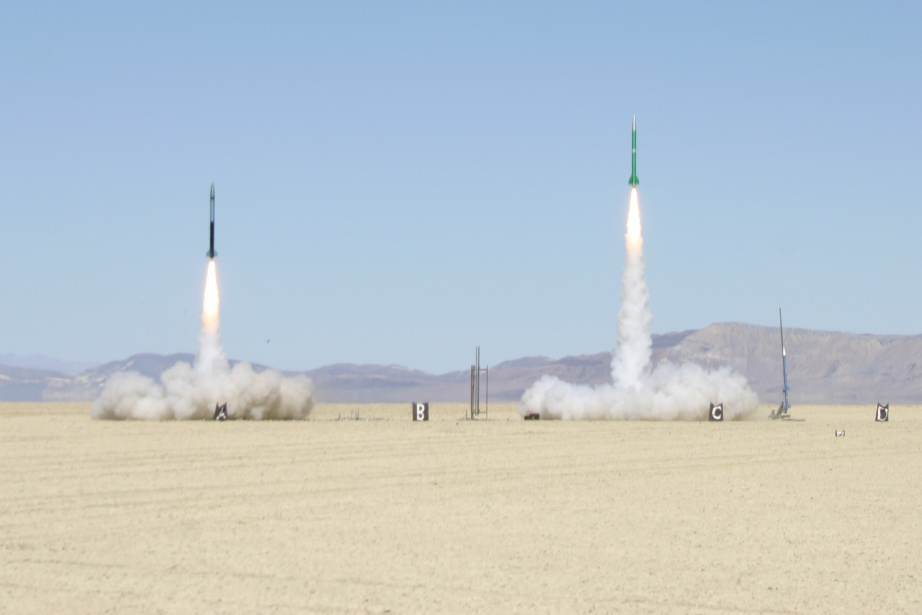
Lancement de fusées.
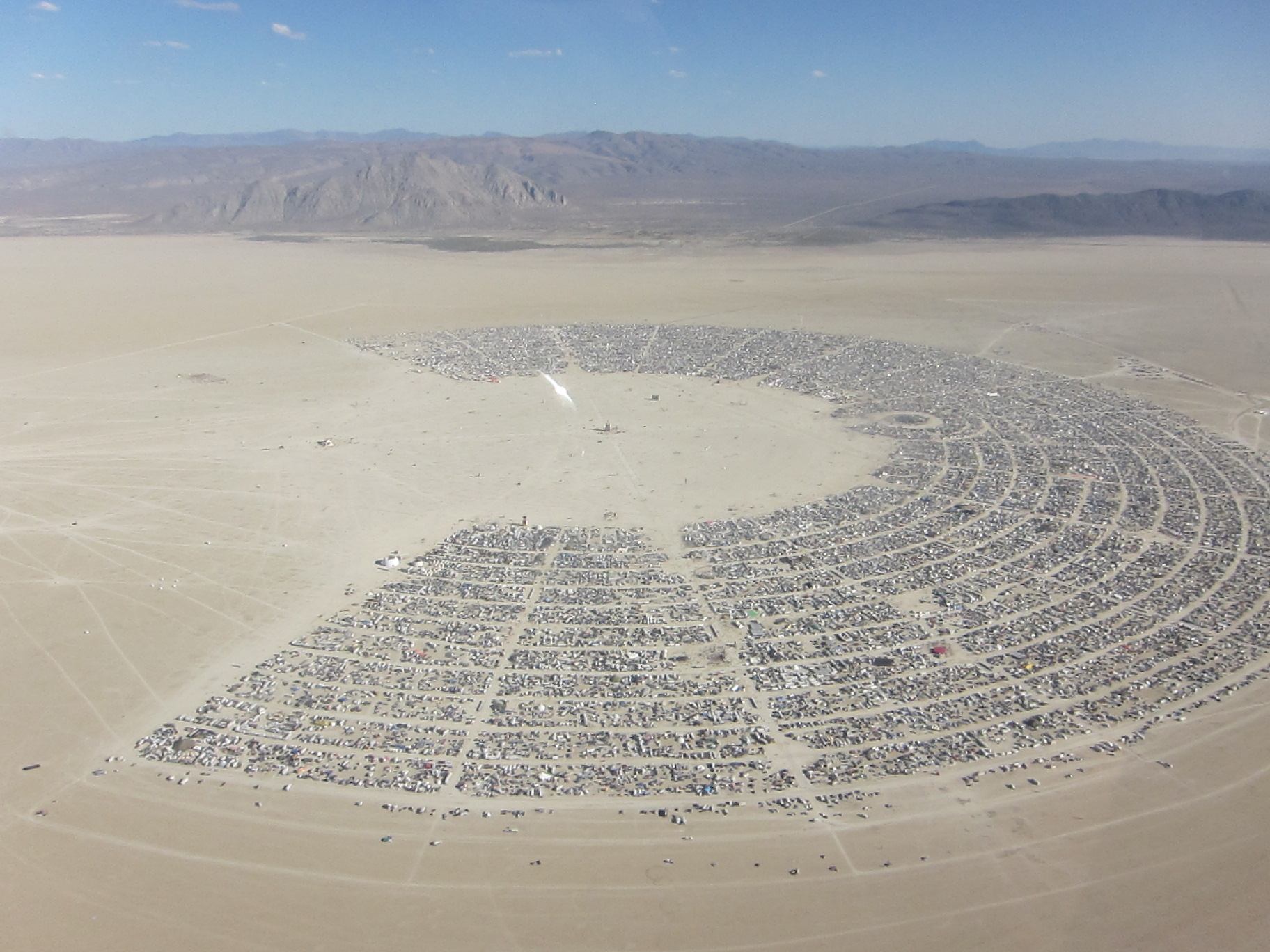
Festival Burning Man.
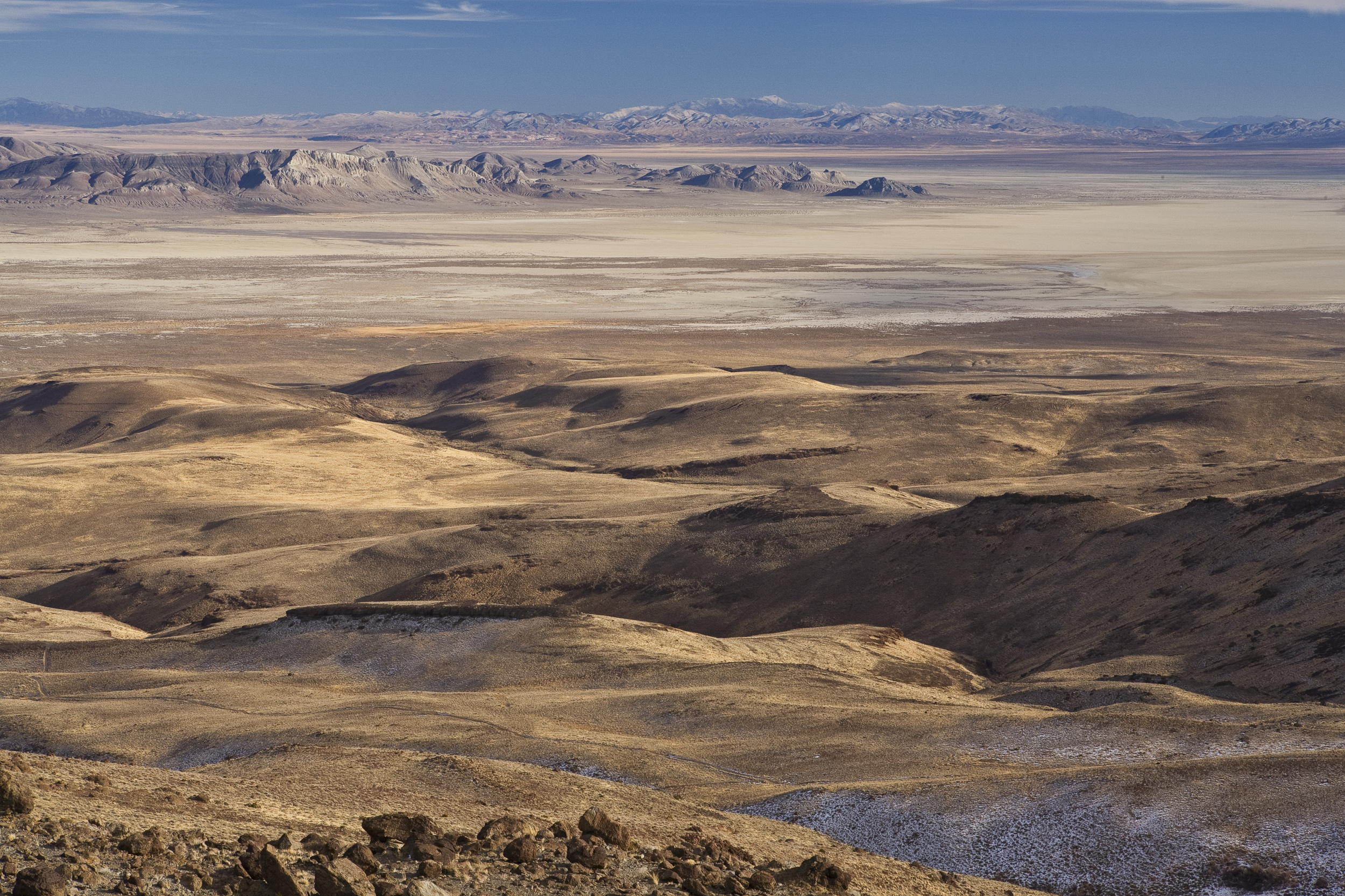
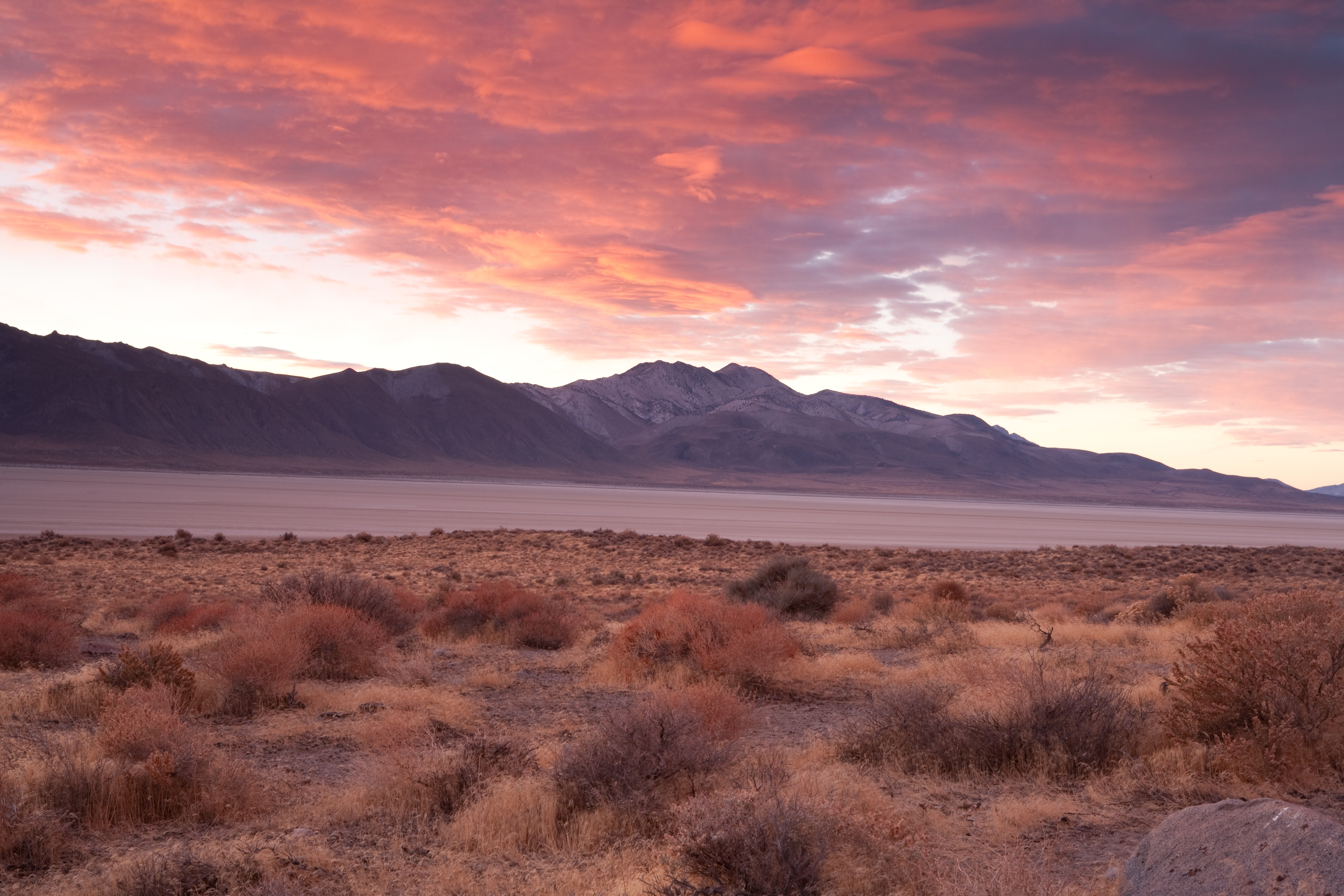
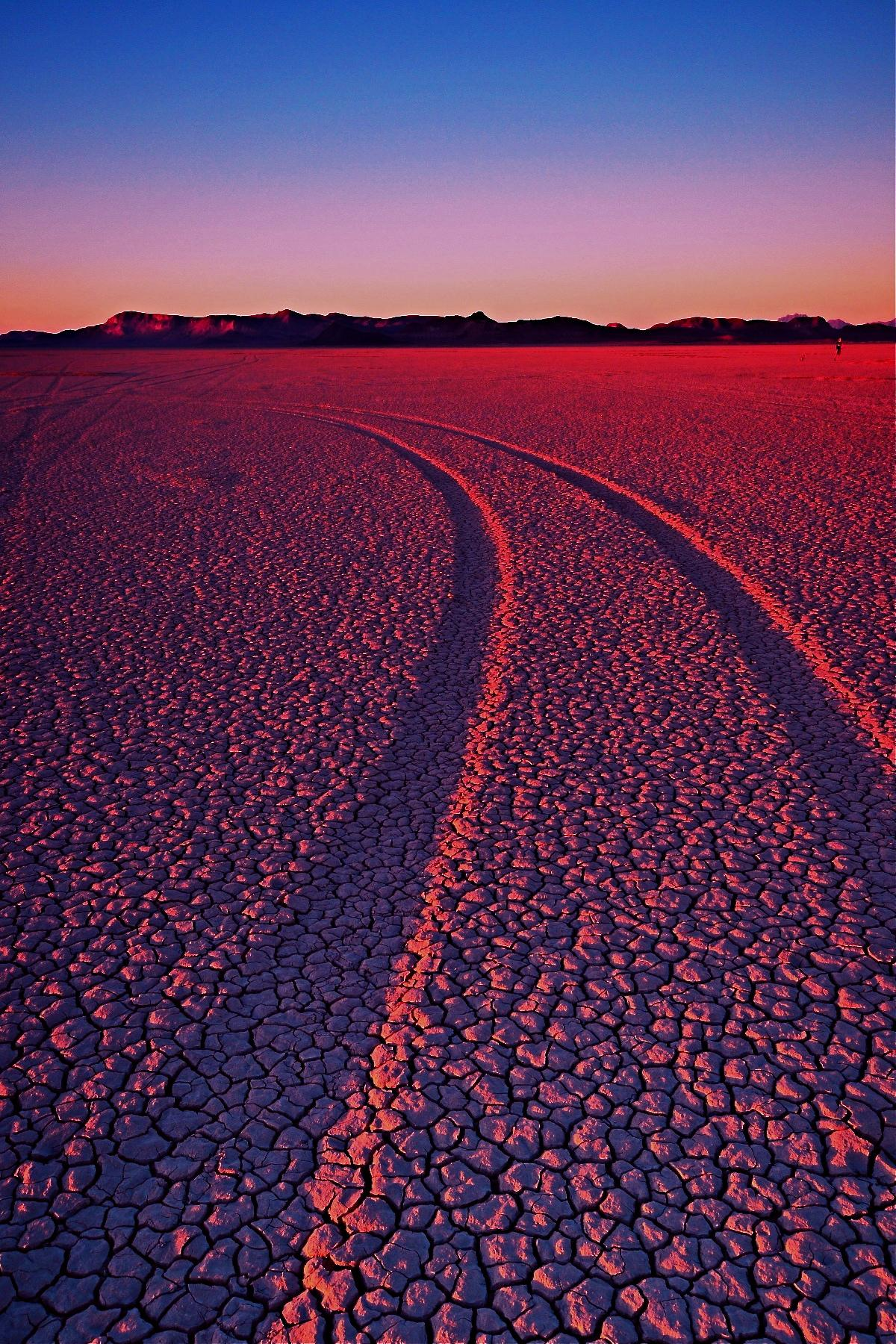
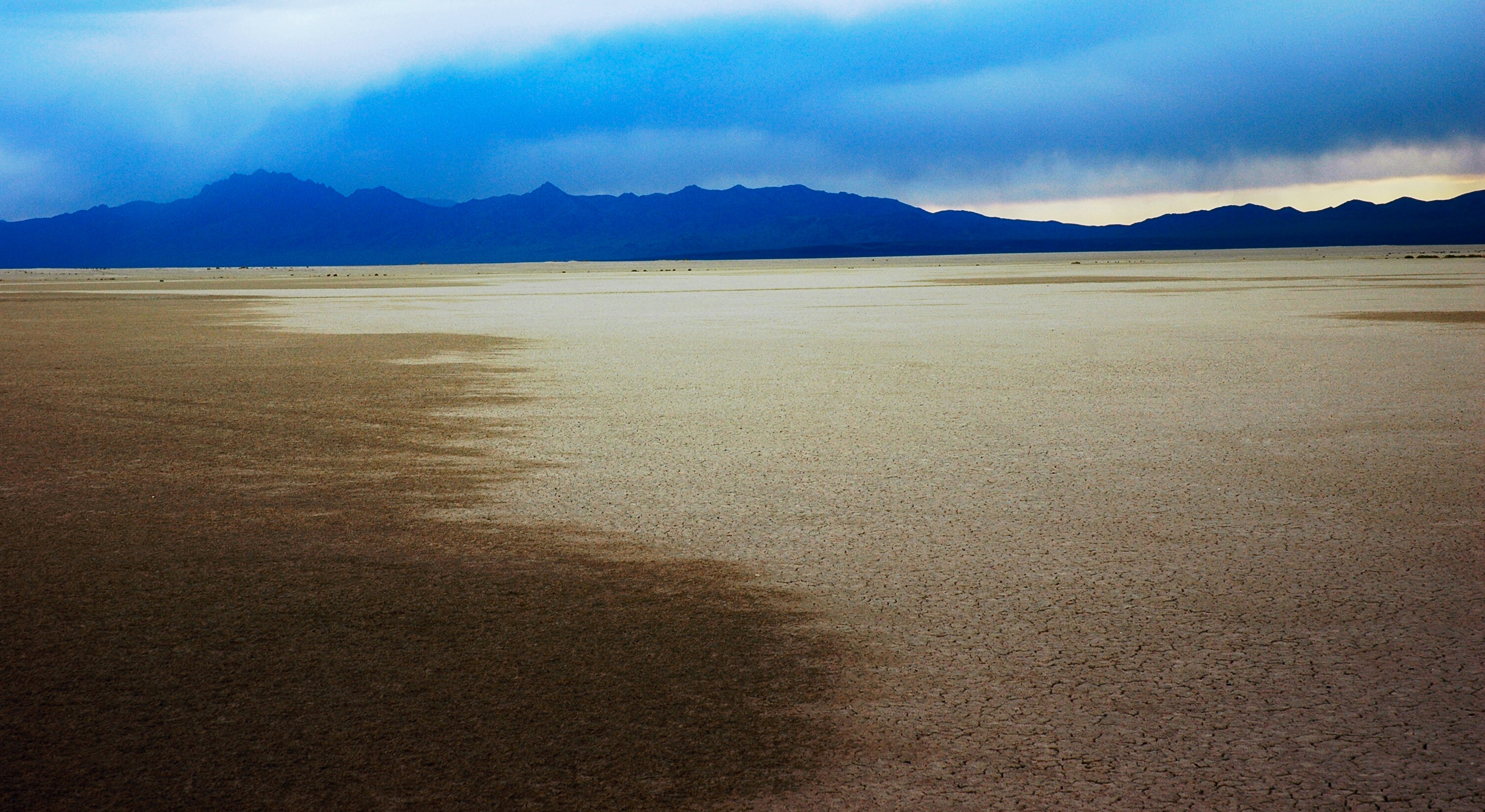
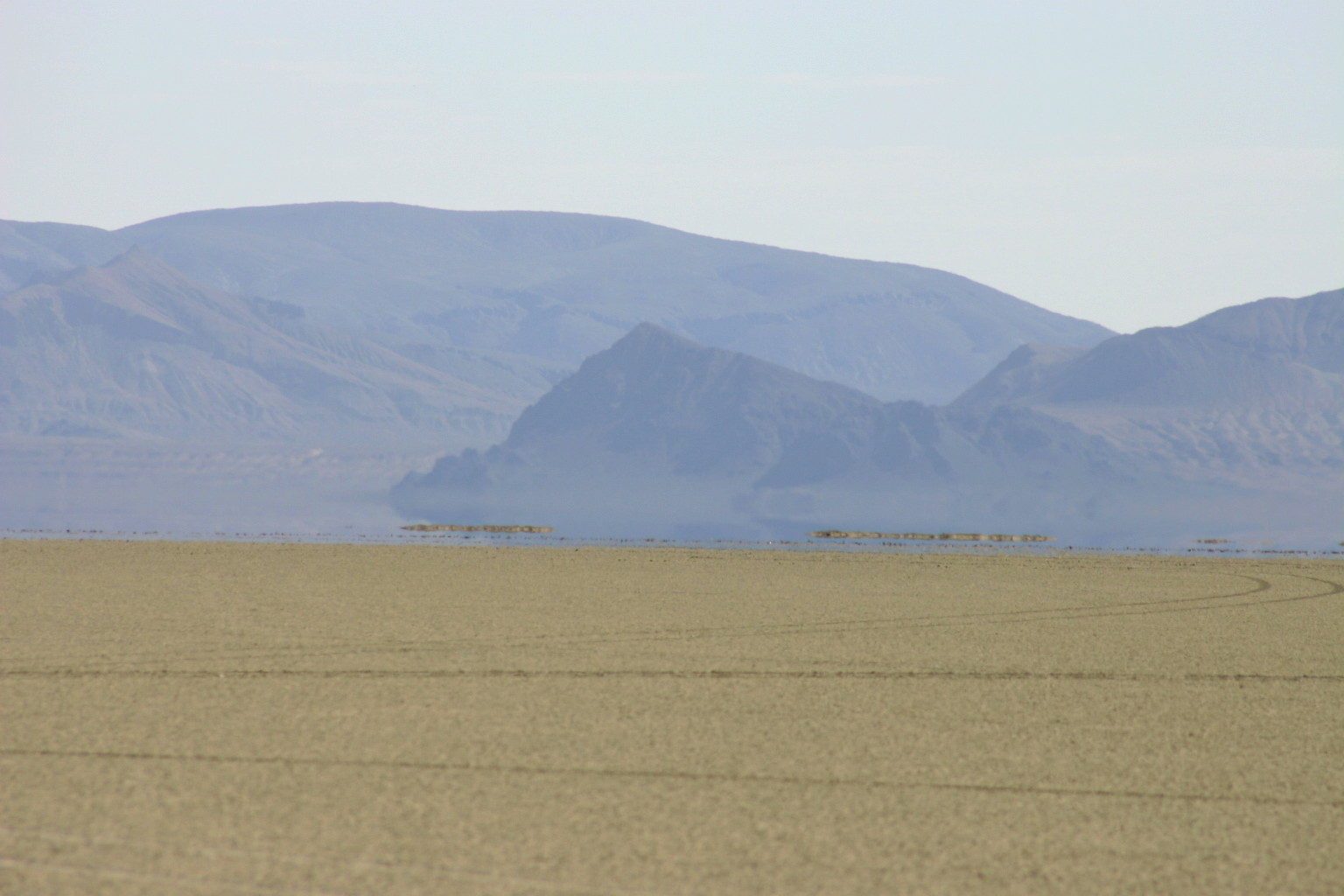